# Électricité en Gambie
L'électricité en Gambie fait référence au secteur de la production, transmission et distribution d'électricité en République de Gambie. Le secteur est dominé par la National water and electricity company (NAWEC), créée en juin 1996. Le pays fait face à d'importants défis énergétiques, avec un taux d'électrification de seulement 56,2% de la population et un accès très limité dans les zones rurales (13%).

## Capacité de production

### Capacité installée
La Gambie dispose d'une capacité électrique installée totale de 157 MW en 2024, dont seulement 97 MW sont opérationnels. Cette capacité se répartit comme suit :
- 49% (77 MW) proviennent du diesel
- 36% (56 MW) du pétrole
- 15% (23 MW) du solaire

### Répartition opérationnelle
Environ 73% de cette capacité installée est exploitée par NAWEC, tandis que les 27% restants sont exploités par un producteur indépendant d'électricité (IPP), notamment Karpowership.

### Évolution historique
En 2014, la capacité installée totale du système était d'environ 103 MW, avec 88 MW dans la zone du Grand Banjul.

## Organisation du secteur

### Opérateur principal
La National Water and Electricity Company (NAWEC) a été créée en juin 1996 pour fournir les services publics d'eau et d'électricité. NAWEC est désormais le seul générateur d'électricité en Gambie, à l'exception de quelques petits projets éoliens gérés par des producteurs indépendants.

### Producteurs indépendants
Le secteur compte quelques producteurs indépendants, notamment :
- Le parc éolien de Tanji de GAMWINDS
- Le projet d'énergie éolienne de Batakunku
- Karpowership (producteur indépendant majeur)

## Infrastructure électrique

### Réseau de transmission
La Gambie dispose de deux lignes de transmission de 33 kV, d'une longueur approximative de 125 km, reliant les centrales thermiques de Kotu et Brikama à diverses sous-stations.

### Réseau de distribution
L'électricité est ensuite distribuée par l'intermédiaire de 181 km de réseau de distribution.

## Accès à l'électricité

### Taux d'électrification national
L'accès à l'électricité est estimé à 56,2% de la population, avec seulement 13% d'accès dans les zones rurales. Cette situation révèle d'importantes disparités entre les zones urbaines et rurales.

### Déficit d'approvisionnement
Le pays fait face à un déficit d'approvisionnement énergétique. La capacité installée actuelle de 102 MW est inférieure de 11 MW à la demande de pointe.

## Défis du secteur

### Coûts de production élevés
L'électricité en Gambie est entièrement dépendante du pétrole (fuel lourd et fuel léger), avec des coûts de production moyens de 0,50 USD/kWh, comparé à la moyenne régionale d'Afrique de l'Ouest d'environ 0,32 USD/kWh.

### Instabilité d'approvisionnement
Les intrants pétroliers sont parfois instables et associés à des coûts élevés de production d'électricité, ce qui rend le système peu sûr et non durable.

### Coupures d'électricité fréquentes
La capacité de génération effective est largement inférieure à la demande, entraînant des délestages fréquents. Dans la zone du Grand Banjul, les coupures de courant atteignaient en moyenne 4 à 5 heures par jour en 2013 et 2014.

## Projets de développement

### Feuille de route du secteur électrique
La Feuille de route du secteur électrique de la Gambie (2019-2025) vise à augmenter la production d'électricité pour atteindre 200 MW de capacité disponible en pointe en 2025. Cette augmentation comprend :
- 14 MW attendus du projet OMVG avec la Guinée et le Sénégal
- 50 MW du projet Souapiti
- Le reste par des producteurs indépendants d'électricité (IPP)

### Projet d'accès à l'électricité en Gambie (GEAP)
Le Projet d'accès à l'électricité en Gambie (GEAP) vise à augmenter l'accès de la population gambienne à des services électriques abordables et fiables. Ce projet de 17 millions de dollars a été lancé en août 2020 par le Ministère des finances et des affaires économiques en collaboration avec NAWEC.

### Projet OMVG
Le projet OMVG (Organisation pour la mise en valeur du fleuve Gambie) s'appuie sur le Plan directeur d'électrification rurale et péri-urbaine de la CEDEAO. Il vise à répondre aux besoins à court et moyen terme des États membres en termes d'accès à l'électricité ainsi qu'aux projets d'interconnexion régionale.

## Objectifs et perspectives

### Objectif 2030
Le gouvernement gambien s'est fixé l'objectif d'atteindre l'accès universel à l'électricité d'ici 2030.

### Diversification énergétique
Face aux défis liés à la dépendance au pétrole, la Gambie explore des alternatives énergétiques, notamment les énergies renouvelables comme le solaire et l'éolien.

### Intégration régionale
La Gambie participe aux initiatives régionales d'interconnexion électrique, notamment à travers le projet OMVG et les plans de la CEDEAO pour améliorer l'accès à l'électricité en Afrique de l'Ouest.

## Financement et coopération internationale

### Banque africaine de développement
La Banque africaine de développement finance plusieurs projets électriques en Gambie, notamment le Projet d'accès à l'électricité en Gambie (GEAP).

### Autres partenaires
Le secteur bénéficie également du soutien d'autres partenaires internationaux dans le cadre des initiatives régionales et des programmes de développement durable.